# Advanced Metallurgical Group
AMG Critical Materials NV, amb seu legal a Amsterdam, és un grup metal·lúrgic cotitzat. AMG és, entre altres coses, el major miner de tàntal del món. Des de la seva fundació, l'empresa ha estat gestionada per l'antic gerent de Metallgesellschaft Heinz Schimmelbusch.

## Rerefons
L'any 1997, la cotitzada empresa d'inversió nord-americana Safeguard va fundar el Safeguard International Fund (SIF) per fer inversions internacionals de capital privat amb Schimmelbusch; Les empreses de la cartera d'inversió del fons es van incorporar a AMG el 2006 i van cotitzar a la Borsa d'Amsterdam el juliol de 2017. Les activitats empresarials d'AMG es divideixen en tres divisions: AMG Clean Energy Materials, AMG Critical Minerals (extracció i processament de minerals i aliatges) i AMG Critical Materials Technologies (formada principalment per ALD Vacuum Technologies amb seu a Hanau, fabricant de sistemes de tecnologia de buit a la camp de la metal·lúrgia i el tractament tèrmic).

## Tecnologies de materials crítics AMG
Els precursors de la divisió es remunten al 1870; Aquest any, es va fundar Graphit Kropfmühl (GK) per extreure grafit a Alemanya. GK va adquirir RW Silicium, un fabricant alemany de silici fundat el 1947. El 2008, AMG va adquirir una participació del 60% a GK, i l'adquisició total va tenir lloc el 2012. També a la cartera hi ha la Society for Electrometalurgia (GfE); Es va fundar el 1911 com a productor d'aliatges de vanadi i productes químics a Nuremberg. El 1937 GfE va ampliar les seves activitats amb l'establiment d'una filial britànica, London & Scandinavian Metallurgical Company (LSM), fabricant d'aliatges; El negoci nord-americà de GfE ha estat operant sota el nom de Metallurg des de la dècada de 1940. L'empresa francesa de cartera Sudamin Holding (Sudamin) va sorgir de la Société Industrielle et Chimique de l'Aisne (SICA), que explota antimoni a Chauny des de 1933. El 2001, Sudamin va adquirir el competidor SCLP Lucette . Ja a finals de la dècada de 1970, Metallurg va expandir les seves activitats al Brasil mitjançant l'adquisició de Companhia Industrie Fluminense (CIF), un fabricant de productes químics especials. La mina de tàntal d'AMG al Brasil va formar part originalment de l'adquisició de CIF.

## Enginyeria AMG
Els orígens d'AMG Engineering es remunten a l'empresa predecessora ALD Vacuum Technologies (ALD), que va ser fundada a mitjans del segle xix. Century es van fundar a Alemanya. A partir de la dècada de 1940, diverses empreses industrials alemanyes (incloses les llavors corporacions Degussa, Metallgesellschaft i Heraeus) van posar en comú els seus processos i experiència en processos en el camp de la metal·lúrgia del forn de buit. El 1994, Leybold-Durferrit, l'empresa matriu d'aquestes empreses combinades, va fundar la seva divisió de forns de buit ALD com a entitat independent; va ser venuda a Safeguard el 1997 pels llavors accionistes Leybold i Degussa. Des de llavors, ALD ha assolit el lideratge del mercat en moltes aplicacions de forns de buit, inclosa la cristal·lització i el recobriment de pales de turbina. El 2016, ALD va adquirir els 50 restants % de les accions de l'empresa conjunta ALD-Holcroft Co. Inc. d'AFC-Holcroft LLC. ALD-Holcroft, fundada l'any 2005, actua com a distribuïdor exclusiu de les línies de productes de tractament tèrmic ALD a la regió NAFTA. AMG Engineering continua sent un dels principals fabricants mundials de productes d'automatització per a la indústria de l'automoció.

## Àmbit de treball actual
AMG està treballant en materials per a bateries d'estat sòlid; una planta pilot es va posar en funcionament cap al 2021. A la seva sucursal de Hanau, l'empresa compta amb uns 100 enginyers que tenen coneixements sobre el muntatge de dispositius d'emmagatzematge en estat sòlid.